# Dee Dee Bridgewater
Dee Dee Bridgewater, właśc. Denise Eileen Garrett (ur. 27 maja 1950 w Memphis) – amerykańska aktorka, wokalistka jazzowa i prowadząca audycję JazzSet with Dee Dee Bridgewater w National Public Radio, zdobywczyni dwóch nagród Grammy (1998) i nagrody Tony (1975). Laureatka NEA Jazz Masters Award 2017.

## Życiorys
Dee Dee Bridgewater urodziła się jako Denise Eileen Garrett 27 maja 1950 w Memphis w stanie Tennessee w USA. Dorastała w mieście Flint w stanie Michigan. Jak sama wspomina, matka często słuchała w domu płyty z największymi hitami Elli Fitzgerald, która inspirowała ją w swojej karierze muzycznej. Natomiast jej ojciec, Matthew Garrett, grał na trąbce przeboje Booker Little, Charlesa Lloyda i George’a Colemana. Był nauczycielem w Manassas High School. Na takich wzorach wychowywała się i na nich wsparła swoją przyszłą karierę. A zaczynała już w wieku 16 lat, jako członek trio śpiewała w klubach w Michigan. 2 lata później rozpoczęła studia w Michigan State University, potem przeniosła się do Uniwersytetu Illinois w Urbana-Champaign. W 1969 roku ze studenckim zespołem jazzowym wyjechała w trasę koncertową po ZSRR. Rok później spotkała swojego męża, Cecila Bridgewatera. Po ślubie w 1971 roku, przeprowadzili się do Nowego Jorku, gdzie Cecil grał na trąbce w swoim zespole Horace Silver.
We wczesnych latach 70. dołączyła jako wokalistka do Thad Jones-Mel Lewis Jazz Orchestra. To był początek jej kariery jazzowej. W tym czasie grała koncerty z takimi muzykami jak Sonny Rollins, Dizzy Gillespie, Dexter Gordon czy Max Roach. W 1973 roku wystąpiła na Festiwalu Jazzowym w Monterey. To była przepustka do sukcesu. Rok później wydała swój pierwszy solowy albym Afro Blue i wystąpiła na Broadwayu w musicalu The Wiz.
Później pojawiała się w kilku innych produkcjach scenicznych. W 1984 roku wyjechała na tournée po Francji z musicalem Sophisticated Ladies. 2 lata później przeprowadziła się do Paryża. W tym samym roku zagrała Billie Holiday w musicalu Lady Day. Na przełomie lat 80. i 90. wróciła do jazzu. W 1990 wystąpiła na Festival de Jazz de Montreux. 4 lata później zaczęła współpracę z Horace’em Silverem, która zakończyła się albumem Love and Peace: A Tribute to Horace Silver (1995). Rok później wystąpiła na Festiwalu Jazzowym w San Francisco. Jej następny album Dear Ella (1997) przyniósł jej Nagrodę Grammy w kategorii najlepszego albumu jazzowego oraz drugą statuetkę za piosenkę Cotton Tail. Album  Live at Yoshi’s (1998) przyniósł jej następną nominację do Nagrody Grammy. W 1998 roku znów wystąpiła na Festiwalu Jazzowym w Monterey, a w 2007 roku na Festiwaly Jazzowym w San Francisco. W październiku 1999 r. Dee Dee Bridgewater dołączyła do osób wspierających walkę z głodem na świecie.
6 lutego 2010 r. Dee Dee wystąpiła z koncertem na festiwalu Zadymka Jazzowa w Bielsku-Białej, gdzie otrzymała statuetkę Anioła Jazzowego. Występując z kwartetem pod kierunkiem aranżera Edsela Gomeza, zaprezentowała utwory składające się na nowy album To Billie With Love: A Celebration of Lady Day.

## Mężowie
- Cecil Bridgewater (1971-1975), z którym ma córkę Tulani
- Gilbert Moses (1977-1985), z którym ma córkę China Moses
- Jean-Marie Durand (od 1991), obecny mąż

## Dyskografia
- Afro Blue (1974)
- Dee Dee Bridgewater (1976)
- Just Family (1978)
- Bad for me (1979)
- Dee Dee Bridgewater (1980)
- Live in Paris (1987)
- Victim of Love (z Rayem Charlesem) (1990)
- In Montreux (1993)
- Keeping Tradition (1993)
- Love and Peace (1995)
- Prelude to a Kiss (z tematami Duke’a Ellingtona) (1996)
- Dear Ella (1997)
- Live at Yoshi’s (2000)
- This is new (2002)
- Dee Dee Bridgewater Sings Kurt Weill Live at North Sea Jazz (DVD, 2004)
- J’ai Deux Amours (2005)
- Red Earth (2007)

## Filmografia
- The Wiz jako Glinda, dobra czarownica z Południa (1978)
- Another Life jako Samantha Marshall (1982)
- Lady Day jako Billie Holiday (1986)
- Nieśmiertelny jako Carolyn (1992–1997)

## Nagrody i wyróżnienia
- Nagroda Tony – najlepsza aktorka w musicalu (The Wiz) (1975)
- Laurence Oliver Award – najlepsza aktorka w musicalu (Lady Day) (1986) (nominacja)
- Billie Holiday Award – najlepszy wokal jazzowy (Live In Paris) (1988)
- Nagroda Grammy – najlepszy kobiecy występ jazzowy (Live in Paris) (1989) (nominacja)
- Nagroda Grammy – najlepszy występ jazzowy (Keeping Tradition) (1994) (nominacja)
- Django D’Or – (Keeping Tradition) (1994)
- Gavin Report – najlepszy album jazzowy (Love And Peace: A Tribute to Horace Silver) (1995)
- Swing Journal – najlepszy album jazzowy (Love And Peace: A Tribute to Horace Silver) (1995)
- Billie Holiday Award – najlepszy wokal jazzowy (Love And Peace: A Tribute to Horace Silver) (1995)
- Choc de L’Année – (Love And Peace: A Tribute to Horace Silver) (1995)
- Nagroda Grammy – najlepszy występ jazzowy (Love and Peace: A Tribute to Horace Silver) (1996) (nominacja)
- Złoty Medal na Festiwalu w Nowym Jorku (1997)
- New York AIR Award (1998)
- Victoires de la Musique – najlepszy album jazzowy (Dear Ella) (1998)
- Echo Award – najlepszy album jazzowy (Dear Ella) (1998) (nominacja)
- Nagroda Grammy – najlepszy występ jazzowy (Dear Ella) (1998)
- Nagroda Grammy – piosenka Cotton Tail (1998)
- New York AIR Award (1999)
- Nagroda Grammy – najlepszy album jazzowy (Live at Yoshi’s) (2001) (nominacja)
- Nagroda Grammy – album jazzowy (J’ai Deux Amours) (2005) (nominacja)
- Nagroda Grammy – album jazzowy (Red Earth) (2007) (nominacja)
- Oficer Orderu Sztuki i Literatury (2007)
- Kawaler Narodowego Orderu Zasługi (2007)
- Komandor Orderu Sztuki i Literatury
- Jazz Masters Award (2017)